# Lega professionistica degli Emirati Arabi Uniti
La Lega professionistica degli Emirati Arabi Uniti (in arabo دوري المحترفين الإماراتي‎?, in inglese UAE Pro League), nota per ragioni di sponsorizzazione come ADNOC Pro League e in passato come Lega del Golfo arabico (in arabo دوري الخليج العربي‎?, in inglese Arabian Gulf League), è il massimo livello professionistico del campionato di calcio degli Emirati Arabi Uniti, organizzato dalla Federazione calcistica degli Emirati Arabi Uniti. Si compone di 14 squadre.
La squadra più titolata è l'Al-Ain, con 14 campionati vinti.

## Storia
Il calcio negli Emirati Arabi Uniti ha una storia relativamente recente rispetto ad altre nazioni calcistiche, ma il suo sviluppo è stato rapido e significativo. Già negli anni ’50, durante il periodo in cui il territorio era sotto influenza britannica, il calcio iniziò a diffondersi tra la popolazione locale, soprattutto nei centri urbani di Dubai, Abu Dhabi e Sharjah. Le comunità locali, influenzate dai lavoratori stranieri e dai militari britannici presenti nella regione, iniziarono ad organizzare partite informali e tornei amatoriali.
Le prime squadre nacquero spesso come gruppi di appassionati che si riunivano in spazi aperti per giocare a calcio, senza una vera e propria struttura societaria. Tuttavia, con il passare del tempo, alcuni di questi gruppi si consolidarono in club veri e propri. Il primo club calcistico ufficialmente riconosciuto fu l’Al-Nasr, fondato nel 1945 a Dubai, seguito nei decenni successivi da altre squadre come Al-Wasl (1960), Al-Ain (1968) e Sharjah (1966).
Durante gli anni ‘60, prima dell’unificazione degli Emirati, si disputarono vari tornei non ufficiali, in cui le squadre si affrontavano senza un’organizzazione centrale. Questi tornei, spesso organizzati da club stessi o da sponsor locali, aiutarono a diffondere la passione per il calcio e prepararono il terreno per la creazione di un campionato nazionale.
Nel 1971 nacque la Federazione calcistica degli Emirati Arabi Uniti (UAEFA), che si occupò di organizzare il primo campionato ufficiale di calcio degli Emirati Arabi Uniti, che si svolse nella stagione 1973-1974 con il nome di Lega calcistica degli Emirati Arabi Uniti (in inglese UAE Football League), dopo una prima fase in cui le squadre si scontrarono in gironi locali, alla fase finale presero parte solo tre squadre. L'edizione fu vinta dall'Al-Sharjah.
Dalle edizioni successive le squadre sono aumentate sempre di più fino ad arrivare anche ad un massimo di 16 squadre nella stagione 1991-1992, il numero di squadre si è poi stabilizzato su un numero di 12 fino alla stagione 2011-2012, quando la federazione emiratina ha deciso di aumentare dalla stagione successiva la 2012-13 a 14 il numero delle compagini partecipanti.
Avendo gli Emirati Arabi Uniti ospitato per cinque volte la Coppa del mondo per club FIFA, I club vincitori delle edizioni 2008-2009, 2009-2010, 2016-2017, 2017-2018 e 2020-2021 hanno preso parte alla competizione in qualità di campioni della nazione ospitante. Delle cinque partecipazioni delle squadre degli emirati, storica resterà quella dell'Al-Ain nell'edizione 2018 che sconfisse i neozelandesi del Team Wellington, i tunisini dell'Espérance ed ai rigori gli argentini del River Plate, per poi doversi arrendere nella finalissima contro i vincitori della UEFA Champions League 2017-2018 del Real Madrid
Dal 2008 il campionato è stato sponsorizzato dalla multinazionale Etisalat ed era noto anche come Etisalat Pro-League, la sponsorizzazione durerà fino al termine della stagione 2012-2013. Dalla stagione successiva il nome del campionato fu cambiato in Arabian Gulf League per volontà del presidente della commissione che gestisce il campionato;il cambio di nome è stato visto come una rinascita della disputa sulla denominazione del Golfo Persico con l'Iran che accusa gli Emirati Arabi Uniti di razzismo, e la Federcalcio della Repubblica Islamica dell'Iran che ha bloccato il trasferimento di Javad Nekounam a un club degli Emirati Arabi Uniti..
Nell'aprile 2018 il Consiglio federale nazionale degli Emirati Arabi Uniti ha approvato la proposta dell'Autorità generale dello Sport per permettere ai giocatori stranieri nati o espatriati negli Emirati Arabi Uniti di poter giocare con le squadre di club degli Emirati; la decisione dà la possibilità a questi giocatori di poter anche essere convocati dalla Nazionale di calcio degli Emirati Arabi Uniti.
L'8 agosto 2021 la Lega professionistica emiratina ha firmato un nuovo accordo di sponsorizzazione con la compagnia petrolifera emiratina ADNOC, quindi nella stagione 2021-2022 il campionato è stato rinominato UAE ADNOC Pro League.

## Squadre
Sono 21 le squadre ad aver preso parte ai 17 campionati di Lega professionistica degli Emirati Arabi Uniti che sono stati disputati a partire dal 2008-09 fino alla stagione 2025-26 (della quale si riportano in grassetto le squadre partecipanti):
- 18 volte:  Shabab Al-Ahli,  Al-Ain,  Al-Jazira,  Al-Nasr,  Al-Wahda,  Al-Wasl
- 17 volte:  Sharjah
- 16 volte:  Baniyas
- 14 volte:  Al Dhafra,  Ajman
- 12 volte:  Ittihad Kalba
- 9 volte:  Emirates,  Al-Shabab
- 8 volte:  Dibba Al-Fujairah
- 7 volte:  Khor Fakkan
- 5 volte:  Hatta Club,
- 4 volte:  Fujairah,  Dubai Club,  Al-Shaab,  Al-Bataeh
- 2 volte:  Al-Uruba
- 1 volta:  Dibba Al Hisn

## Albo d'oro
- 1973-74:  Sharjah
- 1974-75:  Al-Ahli Dubai
- 1975-76:  Al-Ahli Dubai
- 1976-77:  Al-Ain
- 1977-78:  Al-Nasr
- 1978-79:  Al-Nasr
- 1979-80:  Al-Ahli Dubai
- 1980-81:  Al-Ain
- 1981-82:  Al-Wasl
- 1982-83:  Al-Wasl
- 1983-84:  Al-Ain
- 1984-85:  Al-Wasl
- 1985-86:  Al-Nasr
- 1986-87:  Sharjah
- 1987-88:  Al-Wasl
- 1988-89:  Sharjah
- 1989-90:  Al-Shabab
- 1990-91: Non completato[11]
- 1991-92:  Al-Wasl
- 1992-93:  Al-Ain
- 1993-94:  Sharjah
- 1994-95:  Al-Shabab
- 1995-96:  Sharjah
- 1996-97:  Al-Wasl
- 1997-98: Al-Ain
- 1998-99:  Al-Wahda
- 1999-00:  Al-Ain
- 2000-01:  Al-Wahda
- 2001-02:  Al-Ain
- 2002-03:  Al-Ain
- 2003-04:  Al-Ain
- 2004-05:  Al-Wahda
- 2005-06:  Al-Ahli Dubai
- 2006-07:  Al-Wasl
- 2007-08:  Al-Shabab
- 2008-09:  Al-Ahli Dubai
- 2009-10:  Al-Wahda
- 2010-11:  Al-Jazira
- 2011-12:  Al-Ain
- 2012-13:  Al-Ain
- 2013-14:  Al-Ahli Dubai
- 2014-15:  Al-Ain
- 2015-16:  Al-Ahli Dubai
- 2016-17:  Al-Jazira
- 2017-18:  Al-Ain
- 2018-19:  Sharjah
- 2019-20: Non completato[12]
- 2020-21:  Al-Jazira
- 2021-22:  Al-Ain
- 2022-23:  Shabab Al-Ahli
- 2023-24:  Al-Wasl
- 2024-25:  Shabab Al-Ahli

## Vittorie per squadra
| Club                          | Vittorie | Secondi posti | Anni vittorie |
| ----------------------------- | -------- | ------------- | --- |
| Al-Ain                        | 14       | 6             | 1976-77, 1980-81, 1983-84, 1992-93, 1997-98, 1999-00, 2001-02, 2002-03, 2003-04, 2011-12, 2012-13, 2014-15, 2017-18, 2021-22 |
| Al-Ahli Dubai/ Shabab Al-Ahli | 9        | 5             | 1974-75, 1975-76, 1979-80, 2005-06, 2008-09, 2013-14, 2015-16, 2022-23, 2024-25                                              |
| Al-Wasl                       | 8        | 5             | 1981-82, 1982-83, 1984-85, 1987-88, 1991-92, 1996-97, 2006-07, 2023-24                                                       |
| Sharjah                       | 6        | 7             | 1973-74, 1986-1987, 1988-1989, 1993-1994, 1995-96, 2018-19                                                                   |
| Al-Wahda                      | 4        | 4             | 1998-99, 2000-01, 2004-05, 2009-10                                                                                           |
| Al-Jazira                     | 3        | 5             | 2010-11, 2016-17, 2020-21 |
| Al-Nasr                       | 3        | 3             | 1977-78, 1978-79, 1985-86 |
| Al-Shabab                     | 3        | 1             | 1989-90, 1994-95, 2007-08 |

Nel luglio 2016 i seguenti club hanno avuto il permesso ufficiale di recare una stella sullo stemma nelle partite ufficiali. Ogni nazione ha un particolare metodo di assegnazione della stella; negli Emirati Arabi Uniti ne viene assegnata una ogni 5 titoli vinti.
- Al-Ain (14)
- Al-Ahli Dubai/ Shabab Al-Ahli (8)
- Al-Wasl (8)
- Sharjah (6)

## Statistiche giocatori

### Capocannonieri
| Stagione | Giocatore                              | Squadra                   | Gol           |
| -------- | -------------------------------------- | ------------------------- | ------------- |
| 1974-75  | Suhail Salim                           | Al-Ahli Dubai             | 14            |
| 1975-76  | Ali Nawaz Baloch                       | Al-Wahda                  | 12            |
| 1976-77  | Al Fadhel Santo                        | Al-Nasr                   | 10            |
| 1977-78  | Mohieddine Habita                      | Al-Ain                    | 20            |
| 1978-79  | Mostafa Mahrous                        | Al-Ahli Dubai             | 16            |
| 1979-80  | Alo Ali Mohamed                        | Emirates                  | 14            |
| 1980-81  | Karim Abdul Razak                      | Emirates                  | 14            |
| 1981-82  | Ahmed Abdullah                         | Al-Ain                    | 12            |
| 1982-83  | Carlos                                 | Al-Nasr                   | 12            |
| 1983-84  | Ahmed Abdullah Fahad Khamees           | Al-Ain Al-Wasl            | 20            |
| 1984-85  | Fahad Khamees Adnan Al Talyani         | Al-Wasl Al-Shaab          | 14            |
| 1985-86  | Mohammed Salem                         | Al-Wahda                  | 14            |
| 1986-87  | Adnan Al Talyani Khalil Ghanim         | Al-Shaab Al-Khaleej       | 14            |
| 1987-88  | Zuhair Bakheet                         | Al-Wasl                   | 25            |
| 1988–89  | Fahad Khamees                          | Al-Wasl                   | 14            |
| 1989–90  | Hussain Yaslam                         | Baniyas                   | 16            |
| 1990–91  | Non assegnato                          | Non assegnato             | Non assegnato |
| 1991-92  | Youssouf Atiq                          | Al-Ahli Dubai             | 25            |
| 1992–93  | Saif Sultan                            | Al-Ain                    | 21            |
| 1993-94  | Abdulaziz Mohamed                      | Sharjah                   | 20            |
| 1994–95  | Bader Jassim                           | Al-Wahda                  | 10            |
| 1995-96  | Jassem Al Dukhee                       | Al-Shaab                  | 10            |
| 1996–97  | Bader Jassim                           | Al-Wahda                  | 11            |
| 1997–98  | Ali Thani                              | Sharjah                   | 19            |
| 1998-99  | Bouri Lah                              | Al-Wahda                  | 29            |
| 1999-00  | Bouri Lah Juma'a Moussa Roberto Nilson | Al-Wahda Al-Shaab Al-Nasr | 17            |
| 2000-01  | Mohammed Salem Al-Enazi                | Al-Wahda                  | 22            |
| 2001-02  | Mohammed Salem Al-Enazi                | Al-Wahda                  | 22            |
| 2002-03  | Cristian Montecinos                    | Dubai Club                | 19            |
| 2003-04  | Ali Karimi                             | Al-Ahli Dubai             | 14            |
| 2004-05  | Anderson Barbosa Valdir Bigode         | Sharjah Al-Nasr           | 23            |
| 2005-06  | Anderson Barbosa                       | Sharjah                   | 19            |
| 2006-07  | Anderson Barbosa                       | Al-Wasl                   | 19            |
| 2007-08  | Anderson Barbosa Faisal Khalil         | Sharjah Al-Ahli Dubai     | 16            |
| 2008-09  | Fernando Baiano                        | Al-Jazira                 | 25            |
| 2009-10  | José Sand                              | Al-Ain                    | 24            |
| 2010-11  | André Senghor                          | Baniyas                   | 18            |
| 2011-12  | Asamoah Gyan                           | Al-Ain                    | 21            |
| 2012-13  | Asamoah Gyan                           | Al-Ain                    | 31            |
| 2013-14  | Asamoah Gyan                           | Al-Ain                    | 29            |
| 2014-15  | Mirko Vučinić                          | Al-Jazira                 | 25            |
| 2015-16  | Sebastián Tagliabúe                    | Al-Wahda                  | 25            |
| 2016-17  | Ali Mabkhout                           | Al-Jazira                 | 33            |
| 2017-18  | Marcus Berg                            | Al-Ain                    | 25            |
| 2018-19  | Sebastián Tagliabúe                    | Al-Wahda                  | 27            |
| 2019-20  | Non Assegnato                          |                           |               |
| 2020-21  | Ali Mabkhout                           | Al-Jazira                 | 25            |
| 2021-22  | Kodjo Laba                             | Al-Ain                    | 26            |
| 2022-23  | Kodjo Laba                             | Al-Ain                    | 28            |
| 2023-24  | Omar Kharbin                           | Al-Wahda                  | 19            |
| 2024-25  | Kodjo Laba                             | Al-Ain                    | 20            |

### Migliori marcatori di tutti i tempi
Fonte:
I giocatori il cui nome è riportato in grassetto sono attualmente in attività nel campionato.
| Posizione | Nazionalità                                                | Nome                    | Squadre                                          | Anni                 | Goal |
| --------- | ---------------------------------------------------------- | ----------------------- | ------------------------------------------------ | -------------------- | ---- |
| 1°        | Emirati Arabi Uniti (bandiera)                             | Ali Mabkhout            | Al-Jazira Al-Nasr                                | 2009–                | 227  |
| 2°        | Argentina (bandiera) · Emirati Arabi Uniti (bandiera)      | Sebastián Tagliabúe     | Al-Wahda Al-Nasr Sharjah                         | 2013–2024            | 184  |
| 3°        | Brasile (bandiera) · Emirati Arabi Uniti (bandiera)        | Fábio Lima              | Al-Wasl                                          | 2014–                | 175  |
| 4°        | Emirati Arabi Uniti (bandiera)                             | Fahad Khamees           | Al-Wasl                                          | 1980–1997            | 165  |
| 5°        | Emirati Arabi Uniti (bandiera)                             | Mohammad Omar           | Al-Wasl Al-Ain Al-Jazira Al Dhafra Al-Nasr Ajman | 1992–2011            | 132  |
| 6°        | Emirati Arabi Uniti (bandiera)                             | Adnan Al Talyani        | Al-Shaab                                         | 1980–1999            | 129  |
| 7°        | Emirati Arabi Uniti (bandiera)                             | Abdulaziz Mohamed       | Sharjah                                          | 1980–2003            | 127  |
| 8°        | Emirati Arabi Uniti (bandiera)                             | Ahmed Abdullah          | Al-Ain                                           | 1978–1995            | 117  |
| 9°        | Emirati Arabi Uniti (bandiera)                             | Atiq Hassan             | Al-Ahli Dubai                                    | 1988–2002            | 117  |
| 10°       | Togo (bandiera)                                            | Kodjo Fo-Doh Laba       | Al-Ain                                           | 2019–                | 117  |
| 11°       | Emirati Arabi Uniti (bandiera)                             | Faisal Khalil           | Al-Ahli Dubai Al-Wasl Al-Shaab                   | 1999–2013            | 114  |
| 12°       | Senegal (bandiera)                                         | Makhete Diop            | Al Dhafra Shabab Al-Ahli Sharjah                 | 2011–2018, 2021–2023 | 108  |
| 13°       | Ghana (bandiera)                                           | Asamoah Gyan            | Al-Ain Shabab Al-Ahli                            | 2011–2017            | 101  |
| 14°       | Emirati Arabi Uniti (bandiera)                             | Ismail Matar            | Al-Wahda                                         | 2001–2024            | 101  |
| 16°       | Brasile (bandiera) · Emirati Arabi Uniti (bandiera)        | Caio Canedo             | Al-Ain Al-Wasl                                   | 2014–                | 100  |
| 15°       | Brasile (bandiera)                                         | Anderson Barbosa        | Sharjah Al-Wasl                                  | 2003–2009            | 99   |
| 17°       | Emirati Arabi Uniti (bandiera)                             | Ahmed Khalil            | Al-Ain Shabab Al-Ahli Al-Bataeh                  | 2007–                | 97   |
| 18°       | Emirati Arabi Uniti (bandiera)                             | Ali Thani               | Sharjah                                          | 1987-1999            | 93   |
| 19°       | Emirati Arabi Uniti (bandiera)                             | Aissa Sangour           | Al-Shabab                                        | N.D.                 | 88   |
| 20°       | Emirati Arabi Uniti (bandiera)                             | Zuhair Bakheet          | Al-Wasl                                          | 1988-2004            | 88   |
| 21°       | Emirati Arabi Uniti (bandiera)                             | Saeed Al Kass           | Sharjah Al-Wasl Ajman                            | 1988-2014            | 87   |
| 22°       | Emirati Arabi Uniti (bandiera)                             | Majid Al Owais          | Al-Ain                                           | 1992-2001            | 86   |
| 23°       | Qatar (bandiera) · Emirati Arabi Uniti (bandiera)          | Mohammed Salem Al-Enazi | Al-Nasr Al-Wahda Al-Wasl Al-Jazira               | 1997-1998, 2000-2009 | 83   |
| 24°       | Costa d'Avorio (bandiera)                                  | Boris Kabi              | Ajman Al Dhafra Dibba Al-Fujairah                | 2009-2011, 2012-2017 | 82   |
| 25°       | Emirati Arabi Uniti (bandiera)                             | Nasir Khamees           | Al-Wasl                                          | 1987-2000            | 82   |
| 26°       | Siria (bandiera)                                           | Omar Kharbin            | Al-Wahda Al Dhafra Shabab Al-Ahli                | 2016-2017; 2021-     | 81   |
| 27°       | Costa d'Avorio (bandiera) · Emirati Arabi Uniti (bandiera) | Ibrahim Diaky           | Al-Ain Al-Jazira                                 | 2005-2019            | 80   |
| 28°       | Brasile (bandiera) · Emirati Arabi Uniti (bandiera)        | Caio Lucas              | Al-Ain Sharjah                                   | 2016-2019, 2021-     | 78   |
| 29°       | Emirati Arabi Uniti (bandiera)                             | Khalid Ismail           | Al-Nasr                                          | 1989-1999            | 75   |
| 30°       | Senegal (bandiera)                                         | André Senghor           | Al-Ain Baniyas Al-Wasl                           | 2006-2007, 2008-2013 | 73   |

## Premi annuali
Dal termine della stagione 2012-2013 la Federazione calcistica degli Emirati Arabi Uniti ha istituito una serie di premi annuali individuali..
La prima assegnazione dei premi, si è svolta il 26 maggio 2013 presso l'Abu Dhabi National Exhibitions Centre..
| Anno | Giocatore emiratino dell'Anno      |
| ---- | ---------------------------------- |
| 2013 | Omar Abdulrahman (Al-Ain)          |
| 2014 | Ismail Al Hammadi (Shabab Al-Ahli) |
| 2015 | Ali Mabkhout (Al-Jazira)           |
| 2016 | Omar Abdulrahman (Al-Ain)          |
| 2017 | Ali Mabkhout (Al-Jazira)           |
| 2018 | Omar Abdulrahman (Al-Ain)          |
| 2019 | Khalfan Mubarak (Al-Jazira)        |
| 2020 | non assegnato                      |
| 2021 | Ali Mabkhout (Al-Jazira)           |
| 2022 | Bandar Al-Ahbabi (Al-Ain)          |
| 2023 | Ali Mabkhout (Al-Jazira)           |
| 2024 | Ali Saleh (Al-Wasl)                |

| Anno | Giocatore straniero dell'Anno      |
| ---- | ---------------------------------- |
| 2013 | Grafite (Shabab Al-Ahli)           |
| 2014 | Grafite (Shabab Al-Ahli)           |
| 2015 | Mirko Vučinić (Al-Jazira)          |
| 2016 | Sebastián Tagliabúe (Al-Wahda)     |
| 2017 | Fabio Lima (Al-Wasl)               |
| 2018 | Sebastián Tagliabúe (Al-Wahda)     |
| 2019 | Igor Coronado (Sharjah)            |
| 2020 | non assegnato                      |
| 2021 | João Pedro (Baniyas)               |
| 2022 | Kodjo Laba (Al-Ain)                |
| 2023 | Federico Cartabia (Shabab Al-Ahli) |
| 2024 | Nicolás Giménez (Al-Wasl)          |

| Anno | Allenatore dell'Anno            |
| ---- | ------------------------------- |
| 2013 | Abdul Alwab Abdulkadir (Ajman)  |
| 2014 | Cosmin Olăroiu (Shabab Al-Ahli) |
| 2015 | Zlatko Dalić (Al-Ain)           |
| 2016 | Cosmin Olăroiu (Shabab Al-Ahli) |
| 2017 | Cosmin Olăroiu (Shabab Al-Ahli) |
| 2018 | Zoran Mamić (Al-Ain)            |
| 2019 | Abdulaziz Al Yassi (Sharjah)    |
| 2020 | non assegnato                   |
| 2021 | Marcel Keizer (Al-Jazira)       |
| 2022 | Serhij Rebrov (Al-Ain)          |
| 2023 | Cosmin Olăroiu (Sharjah)        |
| 2024 | Miloš Milojević (Al-Wasl)       |
| 2025 | Paulo Sousa (Shabab Al-Ahli)    |